# Бостонские конфуцианцы
Бостонские конфуцианцы (англ. Boston Confucians) — группа неоконфуцианцев из Бостона, наиболее известная такими её представителями, как Ду Вэймин в Гарвардском и Роберт Каммингс Невилл в Бостонском университете.
Невилл придумал оборот для обозначения тех, кто считает, что конфуцианство может быть успешно перенесено на почву западного мира без сохранения прямого влияния китайской культуры и традиции, как это было с платонизмом и христианством, которые когда-то оторвались от своих корней — эллинизма и иудаизма.